# Zapped!
Pour les articles homonymes, voir Zapped et Zip.
Pour plus de détails, voir Fiche technique et Distribution.
Zapped! ou Le Surdoué de la promo au Québec (Zapped!) est une comédie américaine fantastique réalisée par Robert J. Rosenthal, sortie en 1982. Lors de sa sortie en vidéo en France, le film avait été renommé Zip!.

## Synopsis
Barney (Scott Baio) est un nerd étudiant en sciences qui, à la suite d'un incident de laboratoire, se retrouve doué de pouvoirs télékinésiques. Accompagné de son ami Peyton (Willie Aames), un playboy peu scrupuleux, il utilise ses pouvoirs pour prendre sa revanche sur les garçons populaires de l'université qui l'avaient malmené, pour briller en sports alors qu'il y était vraiment peu performant, mais aussi pour dénuder à leur insu les belles jeunes étudiantes, notamment la très snob Jane (Heather Thomas).  

## Fiche technique
- Titre : Zapped! (Le Surdoué de la promo au Québec, Zip! lors de la sortie en vidéo en France)
- Titre original : Zapped!
- Réalisation : Robert J. Rosenthal
- Scénario : Robert J. Rosenthal, Bruce Rubin
- Production : Jeff Apple, Thomas M. Hammel, Jonathan Thomas Krivine, Roger La Page, Fran Schuster, Howard R. Schuster
- Musique : Charles Fox
- Photographie : Daniel Pearl
- Montage : Robert A. Ferretti
- Direction artistique : Boyd Willat
- Chef-décorateur : Wendy Fine
- Pays de production : États-Unis
- Langue : anglais
- Genre : fantastique/comédie
- Durée : 98 minutes
- Dates de sortie : 
  - États-Unis : 23 juillet 1982
  - France : 7 mai 1986

## Distribution
- Scott Baio (VF : Guy Chapellier) : Barney Springboro
- Willie Aames (VF : Thierry Bourdon) : Peyton Nichols
- Felice Schachter (VF : Séverine Morisot) : Bernadette
- Robert Mandan : Walter J. Coolidge
- Scatman Crothers (VF : Robert Liensol) : Dexter Jones
- Heather Thomas(VF : Sophie Réal) : Jane Mitchell
- Greg Bradford (VF : Vincent Violette) : Robert Wolcott
- Sue Ane Langdon : Rose Burnhart
- Roger Bowen (VF : Patrick Poivey) : M. Springboro
- Eddie Deezen : Sheldon
- Merritt Butrick (VF : Gilles Tamiz) : Gary Cooter
- LaWanda Page : Mme Jones
- Jewel Shepard : une étudiante (non créditée)

## Distinctions
- Nomination au Saturn Award du meilleur film fantastique 1983
- Nomination au Razzie Award du pire acteur 1983 (Willie Aames, nommé pour sa double performance dans Zapped! et dans Paradis)

## Autour du film
Ce film comporte des passages parodiques des films suivants : Carrie au bal du diable, L'Exorciste, Taxi Driver, L'Ordinateur en folie ainsi que de la franchise Star Trek.
Une suite intitulée Zapped Again est sortie directement en vidéo en 1990.
Les deux acteurs du film Scott Baio et Willie Aames étaient ensemble dans la série culte Charles s'en charge.